# Carmignac
Pour les articles homonymes, voir Carmignac (homonymie).
Carmignac, fondée en 1989 par Édouard Carmignac et Éric Helderlé, est une société française de gestion d'actifs. À fin 2021, ses encours sous gestion pour compte de tiers s'élèvent à 41 milliards d'euros.

## Histoire

### Création et développement en France
Édouard Carmignac, diplômé de la Columbia University, fonde en 1984 Pyramide Gestion, une société de gestion filiale de la charge d'agent de change Hamant & Cie, et devient agent de change et Directeur Général de la charge Hamant-Carmignac (nouveau nom d'Hamant & Cie) en 1985.
Édouard Carmignac et Éric Helderlé fondent Carmignac Gestion en 1989. Au cours de ses premières années d'existence, Carmignac développe sa gamme d'OPCVM en France. Le fonds Carmignac Investissement est fondé en janvier 1989, Carmignac Patrimoine en novembre de la même année.
Le capital du groupe est entièrement détenu par la famille et les salariés.

### Internationalisation
En 1999, Carmignac commence son internationalisation en ouvrant un bureau au Luxembourg, depuis lequel les OPCVM de la société de gestion sont distribués dans d'autres pays d'Europe. S'ensuit, dans les années suivantes, l'ouverture de bureaux à Madrid (2008), Milan (2008), Francfort (2011), Londres (2012) et Zurich (2015).
En 2003, la société atteint un milliard d'euros d'actifs sous gestion puis dépasse le cap des 10 milliards fin 2006 dans un environnement boursier globalement favorable à la collecte des sociétés de gestion. Une part importante de ses investissements est alors réalisée dans les pays émergents.
Au cours de la crise financière de 2008, le fonds-phare Carmignac Patrimoine termine l'année 2008 en territoire légèrement positif, tandis que les principaux indices boursiers chutent,.
La société de gestion dépasse en 2010 un million de clients en Europe. En septembre 2018, David Older, responsable de la gestion actions depuis 2017, est nommé gérant de Carmignac Investissement, le fonds créé et géré par Edouard Carmignac depuis près de 30 ans.

## Organisation
En 2025, Carmignac compte 290 salariés, dont 61 analystes et gérants.
Édouard Carmignac est Président de Carmignac. En 2016, sa fortune personnelle était estimée à 1,4 milliard d'euros par Challenges, le plaçant à la 50e place des plus grandes fortunes françaises du fait de sa participation à 76 % dans le capital de Carmignac dont les fonds propres sont estimés à 1,9 milliard d'euros.
Maxime Carmignac, fille d'Édouard Carmignac, a rejoint la société depuis 2010 en tant que gérante puis directrice générale de la succursale de Carmignac à Londres. Maxime Carmignac pourrait, à l'avenir, succéder à son père à la tête de Carmignac.
En 2018, Carmignac met en place un comité d'investissement stratégique composé de cinq membres : Edouard Carmignac, Rose Ouahba, David Older, Frédéric Leroux, et Didier Saint-Georges. En 2021, ce comité est élargi à 6 membres et accueille Keith Ney.
En janvier 2019, Edouard Carmignac annonce qu’il prend du recul et qu’il confie 100% de la gestion du fonds Carmignac Patrimoine à ses associés Rose Ouahba, responsable de la gestion obligataire, et David Older, responsable de la gestion actions.  En 2021, ils sont rejoints par Keith Ney.
En mai 2025, la société Carmignac propose la nomination de Charles Carmignac et Amaury Carmignac, fils du fondateur Édouard Carmignac, au sein de son conseil d’administration en tant que membres externes, à l’occasion de son assemblée générale annuelle. Ces nouvelles nominations font suite à la nomination de six administrateurs en 2024.

## Fraude fiscale
En novembre 2018, le journal Le Monde explique que le Parquet national financier a ouvert depuis plusieurs mois une enquête préliminaire contre la société pour « fraude fiscale » et « blanchiment de fraude fiscale », après une plainte de l’administration fiscale. Les investigations portent sur la rémunération de salariés via le Luxembourg : les salariés seraient payés en dividendes, dans un pays où la fiscalité est très avantageuse, au lieu de recevoir un salaire. En juillet 2019, la société accepte de payer 30 millions d’euros en échange de l’abandon des poursuites judiciaires.
En décembre 2024, le Conseil d'État rejette la contestation des redressements fiscaux et maintient la condamnation.